# Wohnhaus Stavendamm 19

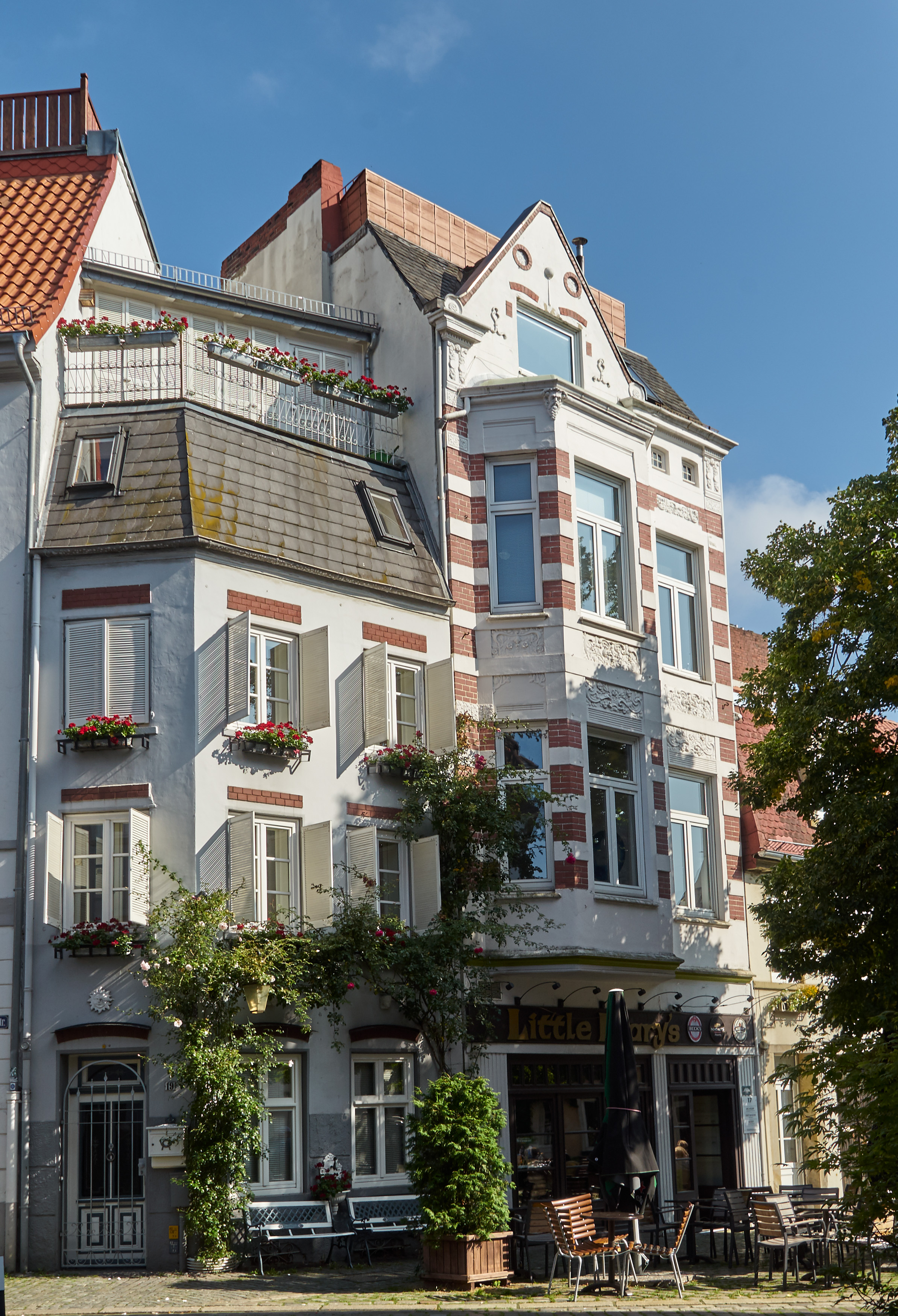
Nr. 19, links

Das Wohnhaus Stavendamm 19 befindet sich in Bremen-Mitte im Schnoorviertel, Stavendamm 19/Hohe Straße. Es entstand um 1890.

Das Gebäude steht seit 1973 unter Bremer Denkmalschutz.

## Geschichte
Die ursprüngliche Bevölkerung des Schnoors bestand überwiegend aus Flussfischern und Schiffern. In der Epoche des Klassizismus und des Historismus entstanden von um 1800 bis 1890 die meisten oft kleinen Gebäude. Im weiteren Verlauf wurde es zum Arme-Leute-Viertel, das in weiten Bereichen verfiel – vor allem nach dem Zweiten Weltkrieg.
1959 wurde von der Stadt ein Ortsstatut zum Schutz der erhaltenswerten Bausubstanz beschlossen. Die Häuser wurden dokumentiert und viele seit den 1970er Jahren unter Denkmalschutz gestellt. Ab den 1960er Jahren fanden mit Unterstützung der Stadt Sanierungen,  Lückenschließungen und Umbauten im Schnoor statt.
Das dreigeschossige, geputzte, traufständige Haus mit dem Rest eines Satteldaches wurde um 1890 in der Epoche des Historismus in der Nähe des Schifferhauses gebaut. Um 1860 wohnte in einem Vorgängerbau u. a. ein Schneider und 1904 ein Schuhmachermeister und eine Butterhandlung war hier.

Heute (2018) wird das Haus durch Büros und zum Wohnen genutzt.

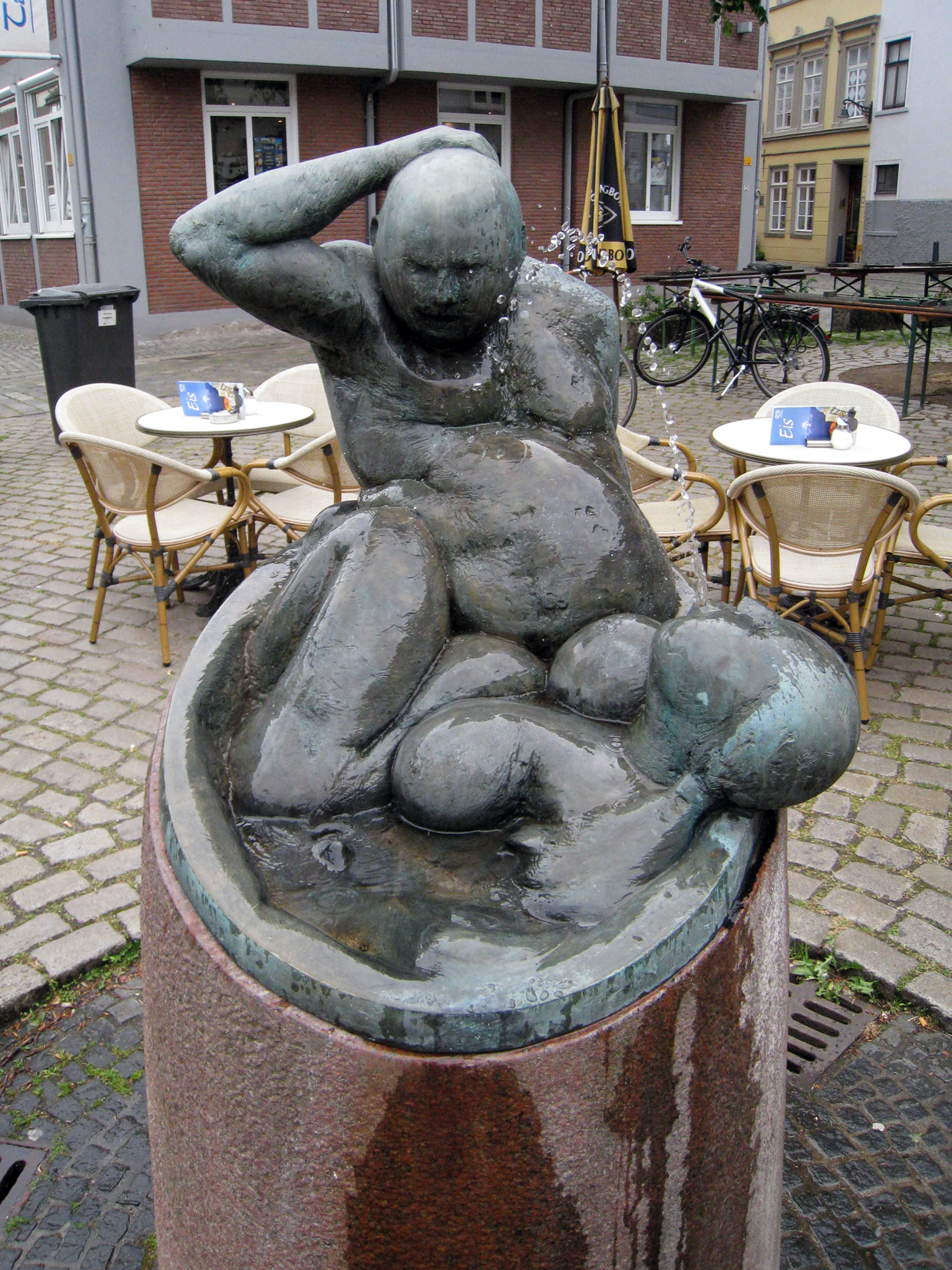
Badestubenbrunnen

Der Name des Stavendamm stammt vom Stave = Stube.  Hier befanden sich früher die Badestuben, die von den Seeleuten und Schiffern gerne genutzt wurden. 
Der Name Schnoor (Snoor) bedeutet Schnur:. Er kam durch das Schiffshandwerk und der Herstellung von Seilen und Taue (= Schnur).